# Гнилица (посёлок, Великобурлукский район)
Гнилица (укр. Гнилиця) — посёлок в Велико-Бурлукском поселковом совете Великобурлукского района Харьковской области Украины.
Код КОАТУУ — 6321455104. Население поселка составляет 20 человек.

## Географическое положение
Посёлок Гнилица находится на правом берегу реки Великий Бурлук, между сёлами Михайловка и Буряковка.
Рядом с поселком железнодорожная станция Гнилица.

## История
В 1997 году посёлок присоединили к селу Буряковка.